# Federico Vismara
Federico Vismara (ur. 10 lipca 1997 w Mediolanie) – włoski szpadzista, dwukrotny medalista mistrzostw świata.
W 2016 roku zdobył złoto drużynowo na mistrzostwach świata juniorów w Bourges. Wynik ten powtórzył na rozgrywanych rok później mistrzostwach świata juniorów w Płowdiwie.
Podczas mistrzostw świata w Kairze w 2022 roku Włosi w składzie: Gabriele Cimini, Davide Di Veroli, Andrea Santarelli i Federico Vismara zdobyli srebrny medal w zawodach drużynowych. Na rozgrywanych rok później mistrzostwach świata w Mediolanie w 2023 roku Cimini, Di Veroli, Santarelli i Vismara zdobyli drużynowo złoty medal.
Na mistrzostwach Europy w Antalyi (2022) zdobył drużynowo złoty medal. Na mistrzostwach Europy w Płowdiwie (2023) zdobył srebro w turnieju indywidualnym.
Ponadto zdobył drużynowo brązowy medal na igrzyskach europejskich w Krakowie (2023).